# Віґрахараджа II
Віґрахараджа II (гінді विग्रहराज द्वितीय; д/н — 998) — 2-й магараджахіраджа Сакамбхарі 971—998 роках.

## Життєпис
Походив з династії Чаухан. Старший син Сімхараджи. Посів трон 971 року. Невдовзі завдав поразки державі Алвар (тут панувала молодша гілка Гуджара-Пратіхарів). У кам'яному написі в храмі Харшнатх 973 року стверджується, що він відродив долю своєї родини, яка пережила труднощі.
Близько 974/975 року спільно з Барапою Чалук'я, магараджею Лата, з двох боків атакував дернжаву Гуджара, де панував Мулараджа I Чаулук'я. відступив до фортеці Кантхадурга, де опинився в облозі Віґрахараджи II. За мирною угодою останній отримав частину володінь Гуджара та одноразову данину.
Невдовзі атакував Барапу Чалук'ю, що визнав зверхність Чаухан. Після перемоги він побудував храм, присвячений богині Ашапурі в Брігукачхі, на березі Нармади. Наслідком стало протистояння з Вакпатіраджею Парамара, магараджахіраджею Малави, від якого Віґрахараджа II зазнав декількох поразок, внаслідок чого зрештою втратив зверхність над державою Лата.
У 990-х роках ймовірно декілька разів приходив на допомогу Джаяпалі, магараджи держави Шахі, у війні проти еміра Себук-Тегіна. Помер 998 року. Йому спадкував брат Дурлабхараджа II.